# Малахова Євгенія Олександрівна
Євгенія Олександрівна Малахова (нар.. 28 жовтня 1988, Москва, РРФСР, СРСР) — російська співачка і актриса, колишня солістка групи Reflex (2006—2011 рр.).

## Життєпис
Народилася 28 жовтня 1988 року в Москві.
У дитинстві вчилася грати на фортепіано. У 9 років потрапила до Музичного Театру Юного Актора. Отримавши в театрі уроки акторської майстерності і співу, пройшла перший тур кастингу до мюзиклу «12 стільців», але в другий тур не потрапила. У 16 років почала кар'єру співачки, випустивши кліпи на пісні «Мама» і «Клинить». Виступала на «Золотому Грамофоні» та «Нові пісні про головне», а також у таких телепередачах, як «Пан або пропав», «П'ять вечорів» і «Вгадай мелодію». Євгенії вдалося потрапити до числа співаків у номінації «Відкриття року-2004».
У 2004 році вона екстерном закінчила школу і вступила на юридичний факультет Московського державного юридичного університету (МДЮУ).
На початку 2006 року стала солісткою групи Reflex. Пізніше, після уходу Ірини Нельсон, Малахова стала основною вокалісткою колективу.
У 2011 році співачка закінчила юридичний факультет МДЮУ. Восени того ж року у зв'язку із вступом до ВДІКу покинула групу Reflex.

## Особисте життя
У 2014 році Євгенія Малахова вийшла заміж за продюсера і кінорежисера Рената Давлетьярова.

## Дискографія

### Сольно
- 2005 — Я не ангел

### У складі групиReflex
- 2006 — Гарем
- 2008 — Blondes 126
- 2010 — Кращі пісні

## Кліпи

### Сольно
- 2004 — Мама
- 2005 — Клинить
- 2005 — Money, money

### У складі групиReflex
- 2006 — Я розбила небо (версія 2)
- 2006 — Жорстке диско
- 2007 — Навчи любити
- 2007 — Половинка
- 2008 — Шанель
- 2009 — Дівчинка-вітер
- 2010 — Се ля ві
- 2010 — Біла метелиця

## Фільмографія
| Рік  |   | Назва                       | Роль                 |    |
| ---- | - | --------------------------- | -------------------- | -- |
| 2015 | ф | А зорі тут тихі...          | Женя Комелькова      | ру |
| 2015 | ф | Зелена карета               | Ольга, журналіст     | ру |
| 2016 | ф | Чисте мистецтво             | Тамара, подруга Саші | ру |
| 2017 | ф | Пригоди чокнутого професора | Головна роль         | ру |
| 2018 | ф | Операція «Мухаббат»         | Зоя                  | ру |